# بارك سي يون
بارك سي يون ((هانغل: 박시연)) ممثلة كورية جنوبية، ولد يوم 29 آذار 1979 في بوسان، كوريا الجنوبية.

## أعمالها

### مسلسلات
- الرجل البريء

## روابط أضافية
- بارك سي يون على موقع IMDb (الإنجليزية)
- بارك سي يون على موقع ألو سيني (الفرنسية)
- بارك سي يون على موقع قاعدة بيانات الفيلم (الإنجليزية)
- بارك سي يون على موقع كينوبويسك (الروسية)